# رجینا اوسک
رجینا اوسک (به انگلیسی: Regína Ósk) (زاده ۲۱ دسامبر ۱۹۷۷) خواننده ایسلندی است.
او همراه با فریوریک عمر و به عنوان اعضا گروه یوروباندیو نماینده ایسلند در مسابقه آواز یوروویژن ۲۰۰۸ بود .